# Wonderland (албум на „Тейк Дат“)
Wonderland е осмият студиен албум на британската поп група Take That от 2017 година.

## Списък на песните

### Оригинален траклист
1. Wonderland – 4:53
2. Giants – 3:53
3. New Day – 3:29
4. Lucky Stars – 3:29
5. And the Band Plays – 3:53
6. Superstar – 3:14
7. Hope – 3:44
8. River – 2:55
9. The Last Poet – 3:16
10. Every Revolution – 4:12
11. It's All for You – 4:29

### Делукс издание
1. Don't Give Up on Me – 3:19
2. Up – 4:29
3. Come On Love – 4:21
4. Cry (Сигма и Тейк Дат) – 3:17